# Гондвана
За регију у Индији, погледајте Гондвана (Индија)
Јужни суперконтинент Гондвана је укључивао већи део копна које се данас налази на јужној полулопти, укључујући Антарктик, Јужну Америку, Африку, Мадагаскар, Аустралију-Нову Гвинеју и Нови Зеланд, као и Арабију и Индију, које су на северној полулопти. Стварање Гондване је био дугачак процес. Више различитих орогенеза су довеле до њеног коначног спајања током интервала од 550 до 500 Ma (камбријум). Ове орогенезе укључују бразилску, источноафричку и кунган орогенезу. Последње фазе спајања Гондване су се преклопиле са отварањем Јапет океана између Канадског штита и западне Гондване. Током истог овог временског интервала десила се и камбријумска експлозија. Остале велике континенталне масе, укључујући северноамеричку (Канадски штит), европску (Балтички штит) и сибирску (Сибирски штит), касније су додате како би се формирао суперконтинент Пангеа за време перма. Распадом Пангее (углавном за време јуре), формирале су све две велике масе, Гондвана и Лауразија.
Током касног палеозоика, Гондвана се протезала од тачке близу јужног пола па све до близу екватора. На већем делу овог суперконтинента, клима је била блага. Индија садржи око 3% светских резерви угља и добар део вађеног угља је изведен из седиментног дела Гондване из касног палеозоика. Током мезозоика, просечне глобалне температуре биле су знатно веће него данас. Гондвана је тада поседовала велику разноврсност биљног и животињског света милионима година. Ипак, постоје јаки докази о глацијацији током карбона до перма, посебно у Јужној Африци.
Овај суперконтинет је почео да се распада средином, односно крајем јуре (пре око 167 милиона година) када је Источна Гондвана, која је састојала од Антарктика, Мадагаскара, Индије и Аустралија, почела да се одваја од Африке током средње јуре. Јужна Америка је почела полако да се удаљава западно од Африке, док се јужни Атлантски океан отварао, што се десило пре око 130 милиона година (рана креда). Сама Источна Гондвана је почела да се распада тако што је Индија почела да се креће северно у раној креди (пре око 120 милиона година).
Индија се даље распала на мадагаскарски блок и уски остатак микроконтинента кога тренутно представљају Сејшелска острва; елементи овог распада се скоро поклапају са великим изумирањем у креди и терцијару које је пре 65 милиона година збрисало око 50% свих живих врста на земљи, од којих су најпознатији диносауруси. Одвајање Индија-Мадагаскар-Сејшели масе се изгледа поклапа са ерупцијом базалта из Декана, што је можда започело врућу тачку Реиниона. Аустралија је почела да се одваја од Антарктика можда чак и пре 80 милиона година (касна креда), али је ширење морског дна између њих постало најактивније тек пре око 40 милиона година током епохе еоцен у периоди терцијар. Нови Зеланд се вероватно одвојио од Антарктика пре између 130 и 85 милиона година.
Када се Пангеа раставила, поновно формиран континент Гондвана није био исти као онај који је учествовао у формирању Пангее; на пример, стене које су првобитно биле део Гондване, али су остале везане за Северну Америку када се Пангеа распала, налазе се у основи већег дела Флориде и јужне Џорџије и Алабаме. 
Како је доба сисара узело замах, континент Аустралија-Нова Гвинеја је почео полако да се раздваја и помера северно (пре 55 милиона година), ротирајући око своје осе и тако задржавајући неке везе са остатком Гондване.
Пре око 45 милиона година, индијски потконтинент сударио се са Азијом, што је изазвало набирање коре и формирање Хималаја. У отприлике исто време, најјужнији део Аустралије (модерна Тасманија) коначно се одвојио од оног што је данас Антарктик, што је дозволило океанским струјама да теку између ова два континента по први пут. Ово је за узврат проузроковало хладније и сувље климе на овим континентима.
Још један битни светски климатски догађај било је коначно одвајање Јужне Америке од Западног Антарктика негде током олигоцена, могуће пре 30 милиона година. Са отварањем Дрејковог пролаза, сада више није постојала баријера која би терала хладне воде Јужног океана северно да се мешају са топлијим тропским водама. Уместо тога, развила се хладна циркумполарна струја, а Антарктик је постао оно што је данас: хладан континент који затвара добар део светске свеже воде у виду леда. Температуре мора су пале скоро 10 степени, а глобална клима је постала доста хладнија. Треба напоменути да главне континенталне масе Јужне Америке и Источног Антарктика нису биле повезане директно, али су многе микроплоче антарктичког полуострва остале близу северног дела Јужне Америке - можда довољно близу да дозволе биолошку размену и да створе баријеру океанском кружењу споменутом горе.
Пре око 15 милиона година, Нова Гвинеја је почела да се судара са јужном Азијом, још једном стварајући високе планине, а још скорије, Јужна Америка се спојила са Северном Америком преко Панамског земљоуза. Ово је имало за последицу прекидање кружења топле воде, што је проузроковало стварање Арктика.
Црвено море и источноафрички ров су модерни изрази за наставак рашчлањивања Гондване.
Континенту је име дао Едвард Сус око 1800. године по Гондвани у Индији, због тога што се геолошке формације подударају са онима на јужној хемисфери. Ради се о сличним фосилима папрати који су сем тамо пронађени и у Јужној Америци и Африци, а касније и на Антарктику. У то време теорија тектонике плоча није била позната, па је Едвард развио теорију о порасту и спуштању нивоа мора временом, која би повезала континенте јужне хемисфере копненим мостовима.